# Tataka tripunctata
Tataka tripunctata är en insektsart som beskrevs av Irena Dworakowska 1979. Tataka tripunctata ingår i släktet Tataka och familjen dvärgstritar. Inga underarter finns listade i Catalogue of Life.